# Rasendranoro
Rasendranoro (1860-1901) foi uma princesa malgaxe e irmã da rainha Ranavalona III.

## Biografia
Rasendrenoro nasceu em 1860 e foi filha da princesa Raketaka de Madagáscar e do príncipe Andriantsimianatra. Ela era a irmã mais velha da rainha Ranavalona III.  Passou a morar no palácio real com sua irmã após sua subida ao trono e casou-se em 1881 com Andrianaly, com quem teve filhos. 
Em 1897 a monarquia malgaxe foi abolida pelo domínio francês na ilha. Sua irmã, a rainha, foi exilada com toda a família real primeiramente para Toamasina.  Posteriormente foram viver o exílio em Reunião, no Hotel de I'Europe. Poucos dias após chegar, sua filha Razafinandriamanitra, faleceu devido a complicações no parto.  Ela e toda a família real viveram em Saint-Denis por aproximadamente dois anos na propriedade de Madame de Villentroy, até que o governo as enviou para o Marselha, onde viveram por alguns meses. Finalmente foram mandadas para Argel, na Argélia Francesa em 1901 onde Rasendranoro viveu o resto de sua vida. 